# Famille Blanchy
Pour les articles homonymes, voir Blanchy.
La famille Blanchy est une famille subsistante d'ancienne bourgeoisie originaire du Rouergue fixée au début du XIXe siècle en bordelais où elle appartient à la haute bourgeoisie. Une de ses branche, issue de Joseph Blanchy, titré comte romain par bref pontifical de 1896, appartient à la noblesse pontificale.

## Origines
La famille Blanchy, venue du Rouergue se fixe à Bordeaux au début du XIXe siècleoù elle appartient à la haute bourgeoisie bordelaise. Elle serait, d'après une tradition, originaire de Bologne en Italie, d'où elle se serait établie en Rouergue au XIVe siècle.
Jean-Paul Blanchy (1731-1798), originaire de Salles-Curan au XVIIIe siècle, avocat au parlement, notaire royal et apostolique est maire de Salles-Curan pendant la Révolution. De son mariage en 1759 avec Marie Anne Bonnefous, il a trois fils : Jean-Victor, Hercule et Joachim.
Joachim Blanchy (1777-1853) fonde à Bordeaux, avec son frère Hercule Blanchy (1769-1820), une importante maison de commerce sons le nom de Blanchy frères et Cie'. Il devient juge au Tribunal de commerce et membre de la Chambre de commerce}.

## Armes
d'argent à la croix de sable, au chef du même.

## Liens de filiation entre les personnalités
La lecture des actes d'état civil, essentiellement de la commune de Bordeaux, permet d'établir les liens de filiation entre les personnalités de la famille :
- Joachim Blanchy (6 octobre 1777 à Salles-Curan - 28 mai 1853 à Bordeaux), armateur et négociant à Bordeaux, un des cofondateurs avec Henri Fonfrède du Courrier de Bordeaux en 1838. Le 15 brumaire an V (5 novembre 1796) à Arvieu, il épouse Joséphine Bonnefous (1780-1807) puis, en secondes noces le 23 juillet 1817 à Bordeaux, il épouse Marie-Thérèse Aldenise (1796-1827). De nouveau veuf, il épouse le 16 mai 1834 à Bordeaux, Marie Caroline Blondel La Rougery.
  - (2) Charles Joseph Hercule Blanchy (1er avril 1821 à Bordeaux - 26 juillet 1898 à Bordeaux). Le 11 février 1850 à Bordeaux, il épouse Émilie de Lestapis. Négociant et armateur à Bordeaux, administrateur de la succursale de la Banque de France à Bordeaux, directeur à la Caisse d'épargne de Bordeaux, président du tribunal de commerce et de la Chambre de commerce de Bordeaux, adjoint au maire de Bordeaux et président du Cercle de l'Union (légitimiste), il échoue aux élections législatives de 1869 face au candidat républicain Jules Simon. Il est fait chevalier de l'ordre national de la Légion d'honneur en 1866 et titré comte romain héréditaire par bref du pape Léon XIII de 1896.
    - Charles Pierre Blanchy (8 décembre 1851 à Bordeaux - 10 octobre 1925 à Bordeaux), officier de cavalerie et chef de la maison de négoce « Blanchy frères » à Bordeaux. Le 24 avril 1879 à Bordeaux, il épouse Henriette de Georges de Bargeton-Verclause.
      - Jean-François Blanchy (12 décembre 1886 à Bordeaux - 2 octobre 1960 à Guéthary). Joueur de tennis, il remporte les Internationaux de France de tennis en 1923 et devient vice-président de la Fédération Française de Lawn Tennis.

    - Maurice Blanchy (17 novembre 1859 à Bordeaux - 27 mars 1921 à Bordeaux), lieutenant au 15e Dragons, officier de cavalerie, capitaine d'état-major et propriétaire du château de Barrault à Cursan. Le 20 mai 1889 à Bordeaux, il épouse Ernestine Amélie Gabrielle Calvet.
      - Bernard Blanchy (9 septembre 1892 à Libourne - 26 février 1975 à Paris 15e). Capitaine dans l'armée de l'air, maire de Cursan, conseiller général de la Gironde et vice-président de la Chambre d'agriculture de la Gironde. Chevalier de l'ordre national de la Légion d'honneur. Le 19 mars 1919 à Paris 15e, il épouse Marie Louise Rachel Gradis, fille de Raoul Gradis.

  - (3) Charles Louis Edmond Blanchy (6 septembre 1835 à Bordeaux - 19 janvier 1919). Le 22 avril 1862 à Bordeaux, il épouse Suzanne Louise Hélène Berniard. Fondateur de l'entreprise « Edmond Blanchy & Cie », il est président du conseil d'administration du journal Le Nouvelliste et vice-président du Comité royaliste de la Gironde.
    - Félix Joseph Gérard Blanchy épouse Marie Jeanne Marguerite Maurel.
      - Joseph Pierre Olivier Blanchy (12 septembre 1896 à Bordeaux - 4 avril 1978 à Poitiers). Le 31 janvier 1922 à Bordeaux, il épouse  Violette de Villamil.
        - Marie-Hélène Blanchy (27 octobre 1922 à Bordeaux - 24 juin 2004 à Neuilly-sur-seine). Le 3 octobre 1941 à Bordeaux, elle épouse en premières noces Philippe de Ganay, fille du comte Bernard de Ganay et de Magdeleine Goüin.
          - Thierry de Ganay
          - Christine de Ganay marié à Pál Sarkozy, puis à Frank G. Wisner, mère d'Olivier Sarkozy[3]. Divorcée, elle se remarie en 1957 avec Claude Bouchinet-Serreulles[4].

    - Frédéric Blanchy (1868-1944), skipper, double champion olympique de voile aux Jeux olympiques de 1900.

  - (3) Paul Blanchy (1837-1901), président du Conseil colonial de Cochinchine et premier maire de Saïgon de 1895 à 1901.

Personnalité non rattachée : Sophie Blanchy (1950 à Bordeaux), ethnologue.

## Hommage
- Rue Paul-Blanchy à Saïgon, devenue aujourd'hui rue Haï Baï Trung.